# Spiranthinae
Spiranthinae – podplemię roślin z rodziny storczykowatych (Orchidaceae). Obejmuje 45 rodzajów i około 560 gatunków występujących głównie w Ameryce Północnej, Środkowej i Południowej. Jeden z rodzajów został introdukowany w Azji, a kolejny występuje prawie na każdym kontynencie.

## Systematyka
Podplemię sklasyfikowane do plemienia Cranichideae z podrodziny storczykowych (Orchidoideae) w rodzinie storczykowatych (Orchidaceae), rząd szparagowce (Asparagales) w obrębie roślin jednoliściennych.
Wykaz rodzajów
- Aracamunia Carnevali & I.Ramírez
- Aulosepalum Garay
- Beloglottis Schltr.
- Brachystele Schltr.
- Buchtienia Schltr.
- Coccineorchis Schltr.
- Cotylolabium Garay
- Cybebus Garay
- Cyclopogon C.Presl
- Degranvillea Determann
- Deiregyne Schltr.
- Dichromanthus Garay
- Discyphus Schltr.
- Eltroplectris Raf.
- Espinhassoa Salazar & J.A.N.Bat.
- Eurystyles Wawra
- Funkiella Schltr.
- Hapalorchis Schltr.
- Helonoma Garay
- Kionophyton Garay
- Lankesterella Ames
- Lyroglossa Schltr.
- Mesadenella Pabst & Garay
- Mesadenus Schltr.
- Microthelys Garay
- Nothostele Garay
- Odontorrhynchus M.N.Correa
- Pelexia Poit. ex Lindl.
- Physogyne Garay
- Potosia (Schltr.) R.González & Szlach. ex Mytnik
- Pseudogoodyera Schltr.
- Pteroglossa Schltr.
- Quechua Raf.
- Sacoila Raf.
- Sarcoglottis C.Presl
- Sauroglossum Lindl.
- Schiedeella Schltr.
- Skeptrostachys Garay
- Sotoa Salazar
- Spiranthes Rich.
- Stalkya Garay
- Stenorrhynchos Rich. ex Spreng.
- Svenkoeltzia Burns-Bal.
- Thelyschista Garay
- Veyretia Szlach.